# Apatihowella
Apatihowella is een geslacht van kreeftachtigen uit de klasse van de Ostracoda (mosselkreeftjes).

## Soorten
- Apatihowella inradata Jellinek & Swanson, 2003
- Apatihowella rustica Jellinek & Swanson, 2003